# 勧学院 (岐阜県神戸町)
勧学院（かんがくいん）は岐阜県安八郡神戸町にある釈迦如来を本尊とする天台宗の寺院で、山号は持法山。神戸町日吉神社ゆかりの寺。
弘仁8年（817年）、安八郡の長者安八太夫安次がその娘の病気平癒のため、伝教大師最澄を招請して千手観世音菩薩を置き、日吉神社下宮別当寺として建立したのが始まりである。大永4年（1524年）火災に遭い、伽藍が焼け落ちた。また、慶長15年（1600年）に起きた関ケ原の戦いでも被害を受けている。江戸時代は領主の保護の許、32石の寺領を有していた。寺宝として岐阜県の文化財に指定されている菅原道真真筆と伝わる彩箋墨書法華経や鎌倉時代の仏器、天文7年（1538年）の沈金彫経箱を所蔵する。